# Kawa (film)
Kawa je novozélandský hraný film z roku 2010, který režírovala Katie Wolfe podle románu Witi Ihimaera. Snímek měl světovou premiéru na Havajském filmovém festivalu dne 17. října 2010.

## Děj
Kawa je navenek šťastný muž, který žije se svou ženou Anabelle a jejich dvěma dětmi, dospívajícím Sebastianem a malou Mirandou. Ve skutečnosti však skrývá tajemství, je homosexuál a udržuje poměr s jiným mužem, Chrisem. Rozpolcený mezi svou rodinou a tím, kým doopravdy je, se odstěhuje od Anabelle, aniž by se jí odvážil vysvětlit důvod. Ona věří, že je jejich odloučení jen dočasné.
Na oslavě v domě svých rodičů získává Kawa od svého otce Hamiory pozici hlavy rodiny a muži předvádějí tanec haka. Jeho matka Grace ho však v noci vidí, jak se líbá s Chrisem, který se s ním přišel rozloučit. Druhý den požádá svého syna, aby odešel z domu. Kawa nakonec sdělí pravdu své ženě a rozhodne se převzít zodpovědnost za svůj život.

## Obsazení
| Calvin Tuteao    | Kawariki  |
| Nathalie Boltt   | Annabelle |
| George Henare    | Hamiora   |
| Vicky Haughton   | Grace     |
| Dean O'Gorman    | Chris     |
| Pana Hema Taylor | Sebastian |